# ۲۹ رمضان
۲۹ رمضان، بیست و نهمین روز از ماه رمضان در تقویم هجری قمری است.
در تقویم هجری قمری قراردادی این روز دویست و شصت و پنجمین روز سال است.

## زادگان
- ۶۴۸ - علامه حلی عالم و مرجع تقلید شیعیان